# بيريل كلارك
بيريل كلارك (بالإنجليزية: Beryl Clark)‏ هو لاعب كرة قدم أمريكية أمريكي، ولد في 13 أكتوبر 1917 في شيروكي في الولايات المتحدة، وتوفي بنفس المكان في 15 يناير 2000.